# Walther von Lüttwitz
Walther von Lüttwitz (født 2. februar 1859 i Bodland, Øvre Schlesien, død 20. september 1942 i Breslau) var en tysk general, der er mest kendt for sin deltagelse i det mislykkede Kappkup.

## Militær karriere
Lüttwitz forlod kadet-oplæringen 15. april 1878 og blev udnævnt til sekondløjtnant. Han forsatte sin militærkarriere som officer. Under første verdenskrig havde han kommandoen over flere hærenheder, både som brigadechef og som medlem af generalstaben i blandt andet armégruppe "Kronprinz Wilhelm". Frem til den 20. august 1916 var han chef for 10. armekorps, og fra 16. november samme år og under resten af krigen var han chef for 3. armekorps.
Han var general under Den tyske forårsoffensiv 1918. Hans indsats under offensiven indbragte ham "egeløv" til sin tidligere modtagne orden Pour le Mérite.

## Efter krigen
Efter fredsslutningen og Novemberrevolutionen i 1918, blev han den 28. december 1918 af den midlertidige tyske regering, Rat der Volksbeauftragten, udpeget som øverstkommanderende for de tyske tropper i Berlin og omegn. Udover at være øverstbefalende for den tidligere Kejserlige Hær i Berlin havde von Lüttwitz kommandoen over alle frikorps i området. Von Lüttwitz lagde stor vægt på disse frikorps, da de regulære hærenheder i slutningen af 1918 og i begyndelsen af 1919 havde vist sig at være ustabile. Von Lüttwitz fik tilnavnet "Vater der Freikorps" (Frikorpsenes fader).
Som leder af Reichswehr og de lokale frikorps var han leder af nedkæmpelsen af Spartakistoprøret i januar 1919 efter ordre fra forsvarsminister Gustav Noske. I marts 1919 blev von Lüttwitz' stilling ændret til Oberbefehlshaber des Reichswehr-Gruppenkommandos 1. I maj 1919 udnævnte den tyske regering ham som øverstbefalende for alle militære enheder i landet i tilfælde af krig. von Lüttwitz fremsatte imidlertid på dette tidspunkt en række politiske krav, der rakte ud over den militære autoritet, herunder krav om forbud mod strejker og krav om bortfald af arbejdsløshedsunderstøttelse.:216 

## Deltagelse i Kappkuppet
Som mange andre militærfolk var han var en indædt modstander af Versaillestraktaten, der blev underskrevet i juni 1919. Han var modstander af bestemmelser om reduktionen af Tysklands hær til alene at udgøre 100.000 mand, opløsningen af Frikorpsene og udlevering af ca. 900 personer som Ententen og USA mente var skyldige i krigsforbrydelser. Han lagde planer for, hvorledes disse dele af traktaten kunne omgås og var allerede i juli 1919 involveret i kupplaner, der omfattede omstyrtning af Weimarrepublikken og afsættelse af Friedrich Eberts regering og militærets overtagelse af magten i Tyskland.
Som følge af Versaillestraktatens krav begærede forsvarsminister Noske den 29. februar 1920 opløsning af de to største frikorps, Marinebrigade Loewenfeld og Marinebrigade Ehrhardt. Sidstnævntes leder, Korvettenkapitän Hermann Ehrhardt, afviste at opløse frikorpset:51  og arrangerede i stedet en parade 1. marts uden at invitere Noske.:218  Lüttwitz talte ved paraden og erklærede, at han ikke ville acceptere at miste en sådan væsentlig enhed. Flere af Lüttwitz' officerer var bestyrtede over den åbenlyse afvisning af regeringens autoritet og forsøgte at mægle i konflikten ved at etablere møder mellem von Lüttwitz og lederne af de to store højreorienterede partier, men von Lüttwitz afviste mæglingsforsøgene.:218  Noske fratog herefter von Lüttwitz kommandoen over Marinebrigade, hvilket von Lüttwitz imidlertid ignorerede, men han accepterede dog at deltage i et møde med Rigskansler Ebert.
På mødet den 10. marts 1920 mødtes von Lüttwitz med sin stab på Eberts kontor, hvor også Noske var til stede. På mødet krævede von Lüttwitz øjeblikkelig opløsning af Nationalforsamlingen, nyvalg til Rigsdagen, udpegning af et forretningsministerium, afskedigelse af general Walther Reinhardt og indsættelse af sig selv som chef for hæren samt tilbagetrækkelse af beslutningen om opløsning af Marinebrigaden. Ebert og Noske afviste kravene og Noske meddelte, at han forventede von Lüttwitz' afskedsbegæring næste dag.:219 
I stedet for at indgive sin afskedsbegæring drog von Lüttwitz i stedet til Döberitz næste dag, hvor han gav ordre til, at lade Marinebrigade Ehrhardt indtage Berlin. På dette tidspunkt i forberedelserne inddrog von Lüttwitz gruppen Nationale Vereinigung i kupplanerne. Gruppen omfattede DNVP-medlemmet Wolfgang Kapp, tidligere general Erich Ludendorff, Waldemar Pabst og Traugott von Jagow (de), tidligere politichef i Berlin.:219 :50-51 :25  Målet var et styrte regeringen og grundlægge et autoritært regime (dog ikke et monarki), der ville bygge på det tidligere kejserriges feudale strukturer. Lüttwitz bad dem om at forberede sig på at overtage regeringsmagten den 13. marts.:219-220  Lüttwitz var ikke blevet afskediget men kun suspenderet fra sin stilling den 11. marts.:51 
Om morgenen den 13. marts rykkede Marinebrigade Erhardt ind i Berlin og nåede Brandenburger Tor, hvor de mødtes med Lüttwitz, Ludendorff, Kapp og deres følgere. Herefter indtog kupmagerne Rigskanseliet,:222  og regeringsbygningerne.:26  Kapp erklærede sig Rigskansler og dannede en provisorisk regering.:26  von Lüttwitz blev udnævnt til øverstkommanderende for hærens styrker og til forsvarsminister.
Selvom kuppet har støtte blandt flere militærfolk og konservative kræfter over store dele af Tyskland, var der dog modstand i de lavere dele af den offentlige forvaltning og i befolkningen. Store dele af statsapparatet nægtede at anerkende den selvudråbte regering, og fagforbundene iværksatte en lammende generalstrejke, der gjorde det umuligt for Kapp at regere landet. Efter forhandlinger trak Kapp sig tilbage den 17. marts og den 18. marts opgav von Lüttwitz. Da von Lüttwitz indgav sin afskedsbegæring, accepterede vice-kansler Eugen Schiffer begæringen og gav von Lüttwitz fulde pensionsrettigheder. Schiffer anbefalede von Lüttwitz at forlade landet, indtil Nationalforsamlingen havde taget stilling til en eventuel amnesti og tilbød ham tillige et falsk pas og penge.:229-230 

## Efter kuppet
Efter kuppets kollaps drog von Lüttwitz først til Sachsen og senere til Ungarn:26  ved brug af et pas givet af tilhængere i Berlins politi.:231  Efter amnestien vendte han tilbage til Tyskland i 1924. Efter hjemkomsten støttede han DNVP, men var ikke politisk aktiv. I 1931 var han aktiv i etableringen af Harzburg Front, en kortlivet alliance mellem DNVP og Hitlers NSDAP, og i 1933 lykønskede han Wilhelm Frick med nazipartiets succesfulde magtovertagelse. Han udgav i 1934 bogen Im Kampf gegen die November-Republik.

## Privat
Lüttwitz var gift to gange. I 1884 giftede han sig med Louise (1864-1918), der var datter af den østrigerne Viktor Graf von Wengersky og Eleonore Gräfin Haller von Hallerstein. I 1921 giftede han sig i Salzburg med Adelheid (1869–1956), der var datter af Johann Freiherr Sardagna von Meanberg und Hohenstein og Irma von Dorner. 
Med Louise fik han tre døtre og en søn. Sønnen var Smilo Freiherr von Lüttwitz, der siden blev general under 2. verdenskrig og i Bundeswehr. Hans datter Maria giftede sig med Kurt von Hammerstein-Equord.
Von Lüttwitz døde den 20. september 1942 i Breslau.